# Thelepogon australiensis
Thelepogon australiensis är en gräsart som beskrevs av Bryan Kenneth Simon. Thelepogon australiensis ingår i släktet Thelepogon och familjen gräs. Inga underarter finns listade i Catalogue of Life.